# III. bojna skupina (Slovensko domobranstvo)
III. bojna skupina je bila bojna skupina (v moči bataljona), ki je delovala v sestavi Slovenskega domobranstva med drugo svetovno vojno.

## Zgodovina
Bojna skupina je bila ustanovljena decembra 1943 in bila februarja 1944 razpuščena; delovala je v Novem mestu in okolici.

## Poveljstvo
Poveljniki
- stotnik Vuk Rupnik
- nadporočnik Franc Zagoršek
- podpolkovnik Jožef Dežman

## Sestava
- štab
- 7. četa
- 8. četa
- 10. (civilna) četa
- 31. četa
- 32. četa
- 33. četa
- 34. četa
- 35. četa
- 36. četa
- 37. četa
- 38. četa
- 39. četa
- 40. četa